# J.R. Davis Yard
Der J.R. Davis Yard (kurz Davis Yard) ist ein Rangierbahnhof der Union Pacific Railroad (UP) in Roseville, Kalifornien. Er ist mit 55 Richtungsgleisen und einer Gesamtfläche von 365 Hektar der größte Rangierbahnhof westlich der Rocky Mountains, über den heute 95 Prozent des Güterverkehrs von und nach Nordkalifornien verlaufen. Seine Ursprünge gehen auf den Roseville Yard der Southern Pacific Company (SP) zurück, der Anfang des 20. Jahrhunderts auf der Strecke der First Transcontinental Railroad etwa 25 Kilometer nordöstlich von Sacramento am Fuße der Sierra Nevada errichtet wurde. Er trug maßgeblich zur Entwicklung der Stadt Roseville bei und beschäftigt über 1000 Mitarbeiter. In den 1950er Jahren wurde der Rangierbahnhof erstmals umfassend umgebaut und modernisiert. Im Jahre 1996 übernahm die Union Pacific Railroad die SP und baute den Rangierbahnhof zu ihrem Hauptdrehkreuz im Güterverkehr in Nordkalifornien aus. Mit der Fertigstellung im Mai 1999 benannte sie ihn zu Ehren des ehemaligen Vice Chairman und Präsidenten der UP in „J.R. Davis Yard“ um.

## Geschichte

### First Transcontinental Railroad 1864
| Lincoln |

| Folsom |

| Roseville |

| Barstow (Barstow Yard) |

| Sacramento |

| San Francisco |

| Los Angeles |

| Truckee |

| Hawthorne |

| Donner Pass |

| Reno |

| Winnemucca |

| Elko |

| Redding |

| Sierra Nevada |

| Great Basin |

| Oregon |

| Kalifornien |

| Nevada |

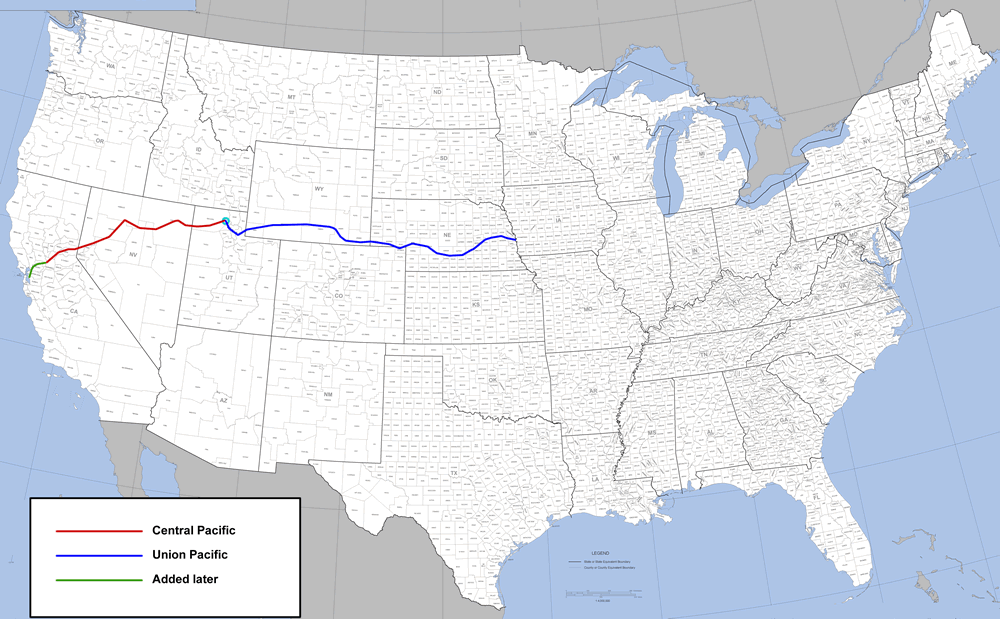
Die First Transcontinental Railroad wurde von 1863 bis 1869 zw. Kalifornien und Nebraska gebaut (Central Pacific)

Zwischen 1863 und 1869 entstand in den USA die erste transkontinentale Eisenbahnverbindung zwischen Kalifornien und den Siedlungsgebieten am Missouri River im Osten von Nebraska. Die beiden Hauptstrecken wurden dabei von der Union Pacific Railroad im Osten (1746 km) und der Central Pacific Railroad im Westen (1110 km) gebaut. Treibende Kraft hinter der Central Pacific war der Eisenbahningenieur Theodore Judah, der schon Mitte der 1850er Jahre den Bau einer Eisenbahnverbindung durch die Sierra Nevada vorschlug. Mit Unterstützung der später als die „Big Four“ bekannt gewordenen Investoren konnte die Central Pacific 1861 gegründet werden. Ab 1863 baute sie die Strecke zwischen Sacramento und dem Promontory Summit nahe Salt Lake City in Utah. Beginnend von Sacramento aus in Richtung Osten verlegten die Arbeiter 1864 die Gleise im heutigen Roseville und kreuzten hier die von Nord nach Süd verlaufende Strecke der California Central Railroad zwischen Lincoln und Folsom. Der damals als Junction bezeichnete Ort entwickelte sich in der Folgezeit zur Stadt Roseville. Bis 1867 wurde die Strecke über den Donner Pass der Sierra Nevada fertiggestellt und bis 1869 über Reno und weiter durch Nevada bis nach Utah fortgeführt, wo sie mit dem östlichen Teil der Union Pacific verbunden wurde; das Teilstück nach San Francisco errichtete die Western Pacific Railroad, die 1870 in der Central Pacific aufging.
Die „Big Four“ dehnten ihre Monopolstellung im Transportgeschäft im Westen der USA mit dem Erwerb der Southern Pacific Railroad 1870 weiter aus und reorganisierten 1885 die beiden großen Gesellschaften Central Pacific und Southern Pacific als Southern Pacific Company (SP), wobei die eigentliche Fusion aber erst 1959 vollzogen wurde. Die kleine Nord-Süd-Verbindung der California Central wurde 1868 von der Oregon and California Railroad übernommen, die wiederum unter der Kontrolle der Southern Pacific stand und somit später auch Teil des Eisenbahnimperiums der „Big Four“ wurde; die Verbindung von Roseville nach Folsom wurde 1868 eingestellt.

### Roseville Yard der Southern Pacific 1906

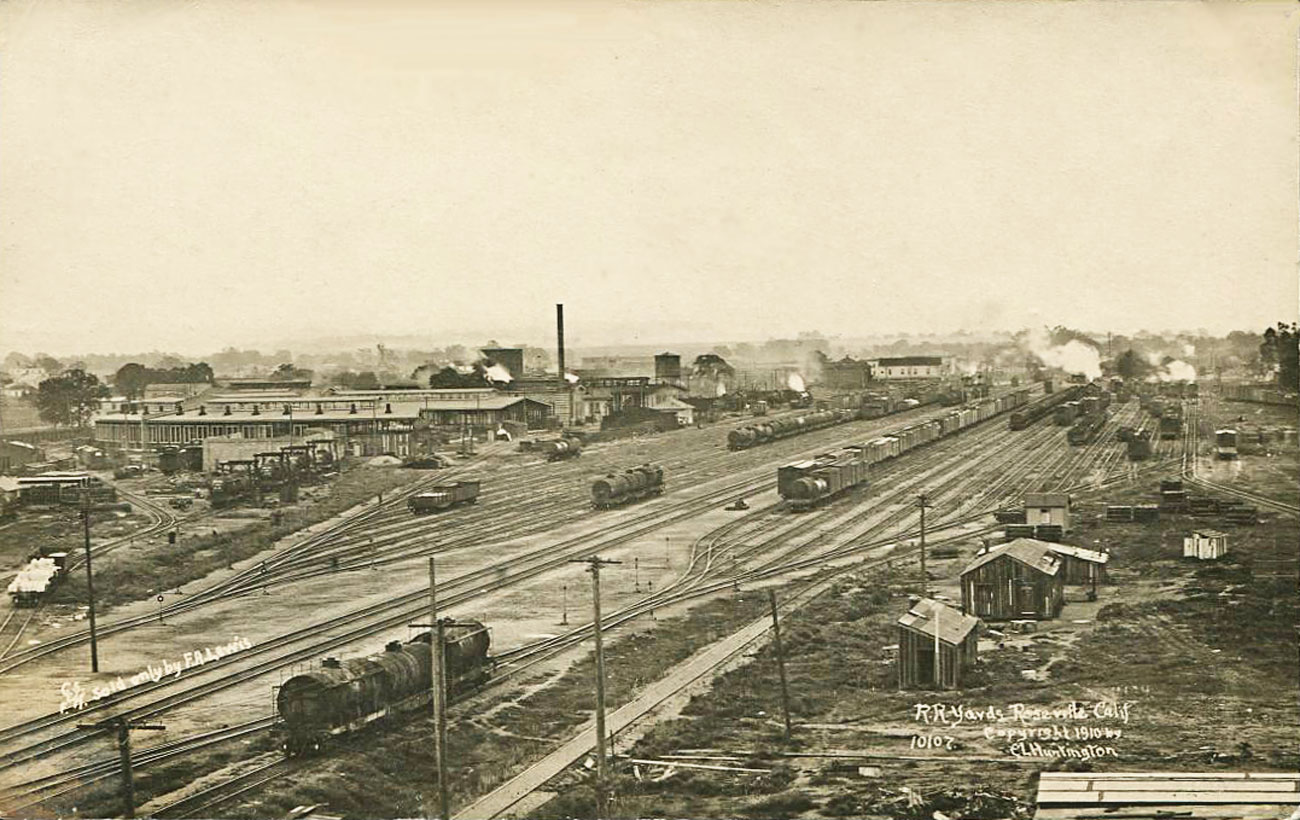
Der Roseville Yard der Southern Pacific 1910, Blick nach Norden in Richtung Roseville, links einer der Ringlokschuppen

Mit der Zunahme des Eisenbahnverkehrs Anfang des 20. Jahrhunderts verkehrten pro Richtung täglich etwa fünf Personen- und zehn Güterzüge auf der eingleisigen Verbindung zwischen Kalifornien und Utah. Zur Erhöhung der Kapazität mittels längerer Züge mussten ab 1906 die Ausweichgleise auf der Gebirgsstrecke nach Truckee verlängert werden. In diesem Zuge verlegte die SP das Bahnbetriebswerk am Fuße der Sierra Nevada von Rocklin nach Roseville, wo zudem ein großer Rangierbahnhof errichtet wurde. Auf dem Roseville Yard konnten die langen, aus Sacramento kommenden Züge für den Aufstieg ins Gebirge aufgeteilt oder in der Gegenrichtung zu längeren Zügen über das flache Sacramento Valley zusammengestellt werden. Hier befand sich auch der Knotenpunkt mit der Verbindung der Oregon and California Railroad nach Norden, die über Lincoln und Redding nach Portland in Oregon führte (Shasta Route), wodurch eine bessere Steuerung des Güterstroms nach Osten und Norden möglich wurde. Bis 1910 entstanden südwestlich von Roseville Bahnanlagen mit über 80 Gleiskilometern und zwei Ringlokschuppen für je 32 Dampflokomotiven sowie weitere Gebäude und Anlagen. Dazu zählte eine Eisfabrik des gemeinschaftlich von der SP und UP gegründeten Kühlwagenbetreibers Pacific Fruit Express. Diese wurde ab 1907 am Rangierbahnhof errichtet und später zur weltweit größten Produktionsstätte für Blockeis ausgebaut. Mit einer täglichen Produktionskapazität von 400 Tonnen und einer Lagerkapazität von 30.000 Tonnen konnten hier in den 1920er Jahren rund um die Uhr über 250 Eisenbahnkühlwagen gleichzeitig bestückt werden; die Anlage bestand bis Mitte der 1970er Jahre.
Der Roseville Yard förderte maßgeblich die Entwicklung von Roseville, dessen Einwohnerzahl bis Ende der 1920er Jahre auf über 6000 angestiegen war. Die Southern Pacific beschäftigte zu dieser Zeit über 1200 Mitarbeiter auf ihren umfangreichen Bahnbetriebsstätten. Der Güterverkehr der SP gewann zunehmend an Bedeutung und sein Anteil am Umsatz der Eisenbahngesellschaft stieg zwischen 1921 und 1940 von 67 % auf 81 %, wobei die Strecke von Roseville nach Ogden in Utah die am höchsten frequentierte war; der Warenfluss nach Osten überwog aber den nach Kalifornien. Anfang der 1950er Jahre modernisierte die SP den Roseville Yard und baute einen automatisierten Flachbahnhof mit hintereinander folgenden Gleisfeldern in Richtung der Hauptrichtung des Güterverkehrs, die sich hier vom Südwesten nach Nordosten in eine Einfahrgruppe mit 21 Gleisen, eine Richtungsharfe mit 49 Gleisen und eine Ausfahrgruppe mit ebenfalls 21 Gleisen gliederte. Die Ringlokschuppen für die Dampflokomotiven am nördlichen Ende der Ausfahrgruppe wurden bis Anfang der 1960er Jahre durch eine Wartungshalle (Rechteckschuppen) für Diesellokomotiven ersetzt.

### Eisenbahnunfall 1973

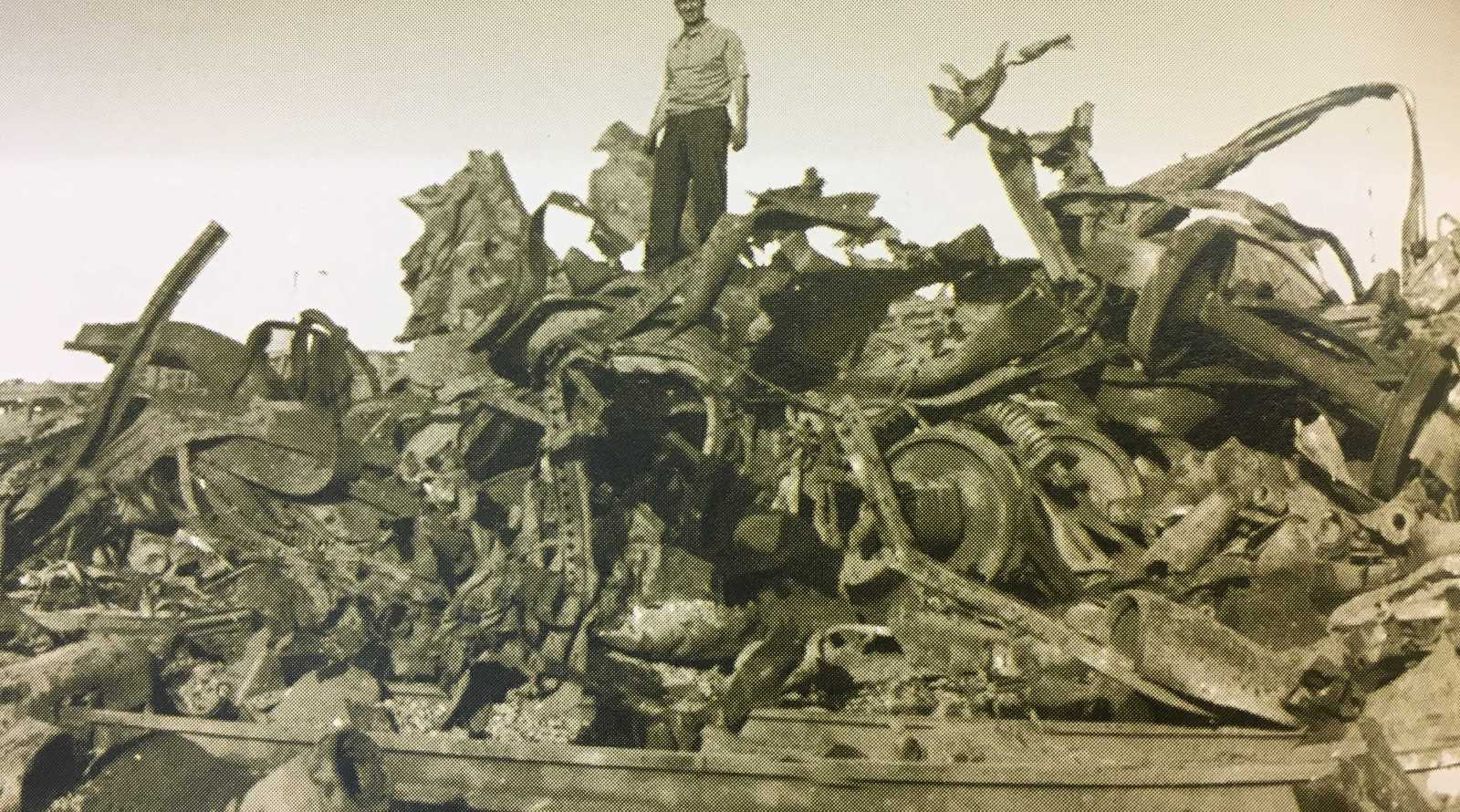
Überreste des Munitionstransports im April 1973, bei dem 18 mit Fliegerbomben beladene Güterwagen auf der Südwest-Seite des Rangierbahnhofs explodierten.

In den Morgenstunden des 28. April 1973 erreichte ein teilweise mit Munition beladener Güterzug aus Hawthorne in Nevada die Einfahrgruppe im südwestlichen Teil des Roseville Yard. Die SP transportierte in dem über 100 Wagen langen Zug für die United States Air Force mit 21 gedeckten Güterwagen über 7000 Fliegerbomben von Typ Mk-81, die für die Verladung auf die USNS Private Francis X. McGraw bestimmt waren und im Vietnamkrieg zum Einsatz kommen sollten. Ein von den Bremsen der Wagen ausgehender Brand löste gegen 8 Uhr die erste Explosion einer über 32 Stunden andauernden Serie aus, die 18 Güterwagen zerstörte sowie große Teile der Gleisanlagen und der angrenzenden Ortschaft Antelope stark beschädigte. Dabei entstanden teilweise über zehn Meter tiefe Krater. Da nach den ersten Explosionen Antelope und Teile von Roseville evakuiert wurden, kamen keine Personen ums Leben und es gab nur 38 meist leicht Verletzte.
Bei Umbauarbeiten an den Gleisanlagen wurden Ende 1997 acht nicht detonierte Fliegerbomben von 1973 gefunden, die durch die Räumkommandos der Air Force damals übersehen worden waren. Zur Beseitigung der über 20 Jahre alten Munition mussten etwa 400 Personen der umliegenden Ortschaften sowie der Rangierbahnhof zeitweise evakuiert werden, die Entschärfung erfolgte durch Militär-Personal des Moffett Field.

### Übernahme durch die Union Pacific 1996

Diesellokomotiven in der Lackierung der UP und der SP auf dem Davis Yard im Jahr 2005

Mit dem Ausbau des Straßennetzes in den USA verlagerte sich der Personen- und Güterverkehr zunehmend auf die Straße, was ab den 1960er Jahren die großen Eisenbahnnetze in Nordamerika immer unrentabler machte und in der Folgezeit zu mehreren Insolvenzen und Fusionen der Eisenbahngesellschaften führte. Die Holdinggesellschaften der Southern Pacific und der Atchison, Topeka and Santa Fe Railway, Southern Pacific Company und Santa Fe Industries, wurden am 23. Dezember 1983 von der neu gegründeten Santa Fe Southern Pacific Corporation (SFSP Corp) übernommen. Eine Fusion der beiden Bahngesellschaften wurde beantragt, konnte aber aufgrund von Vorbehalten der Interstate Commerce Commission gegen eine Monopolstellung nie vollzogen werden und führte schließlich 1988 zum Verkauf der SP an Rio Grande Industries. Im Jahr 1996 übernahm schließlich die Union Pacific Railroad die Southern Pacific; die Santa Fe Pacific Corporation fusionierte Ende 1995 mit der Burlington Northern Railroad zur heutigen BNSF Railway (Burlington Northern Santa Fe).
Die UP entschied sich nach der Übernahme zum Ausbau des Roseville Yard zum Hauptdrehkreuz im Güterverkehr in Nordkalifornien. Bis Mai 1999 wurden die Gleisanlagen des Rangierbahnhofs für 142 Mio. US-Dollar komplett umgebaut, wobei das Hauptaugenmerk auf der Verlängerung der einzelnen Gleisfelder lag. Konnten die Richtungsgleise nach der Modernisierung in den 1950er Jahren nur etwa 30 Güterwagen aufnehmen, so können auf den zentralen Gleisen heute bis zu 80 Wagen zusammengestellt werden. Um die Ein- und Ausfahrgruppe für Züge von fast drei Kilometern Länge auszulegen, wurde die ursprüngliche hintereinander folgende Anordnung der Gleisfelder aufgegeben, die Ausläufer der beiden Gruppen umschließen heute die Gleisharfe im Zentrum (55 Richtungsgleise) und die Züge werden über entsprechende Ausziehgleise zwischen den Gruppen transferiert. Durch den Umbau entstand der größte Rangierbahnhof westlich der Rocky Mountains, über den heute 95 Prozent des Güterverkehrs von und nach Nordkalifornien verlaufen. Zu Ehren des ehemaligen Vice Chairman und Präsidenten der UP Jerry R. Davis benannte man ihn nach der Fertigstellung in J.R. Davis Yard um. Die BNSF Railway betreibt mit dem Barstow Yard in der Mojave-Wüste auf einer Fläche von etwa 240 Hektar in Südkalifornien den zweitgrößten Rangierbahnhof (48 Richtungsgleise).

## Beschreibung

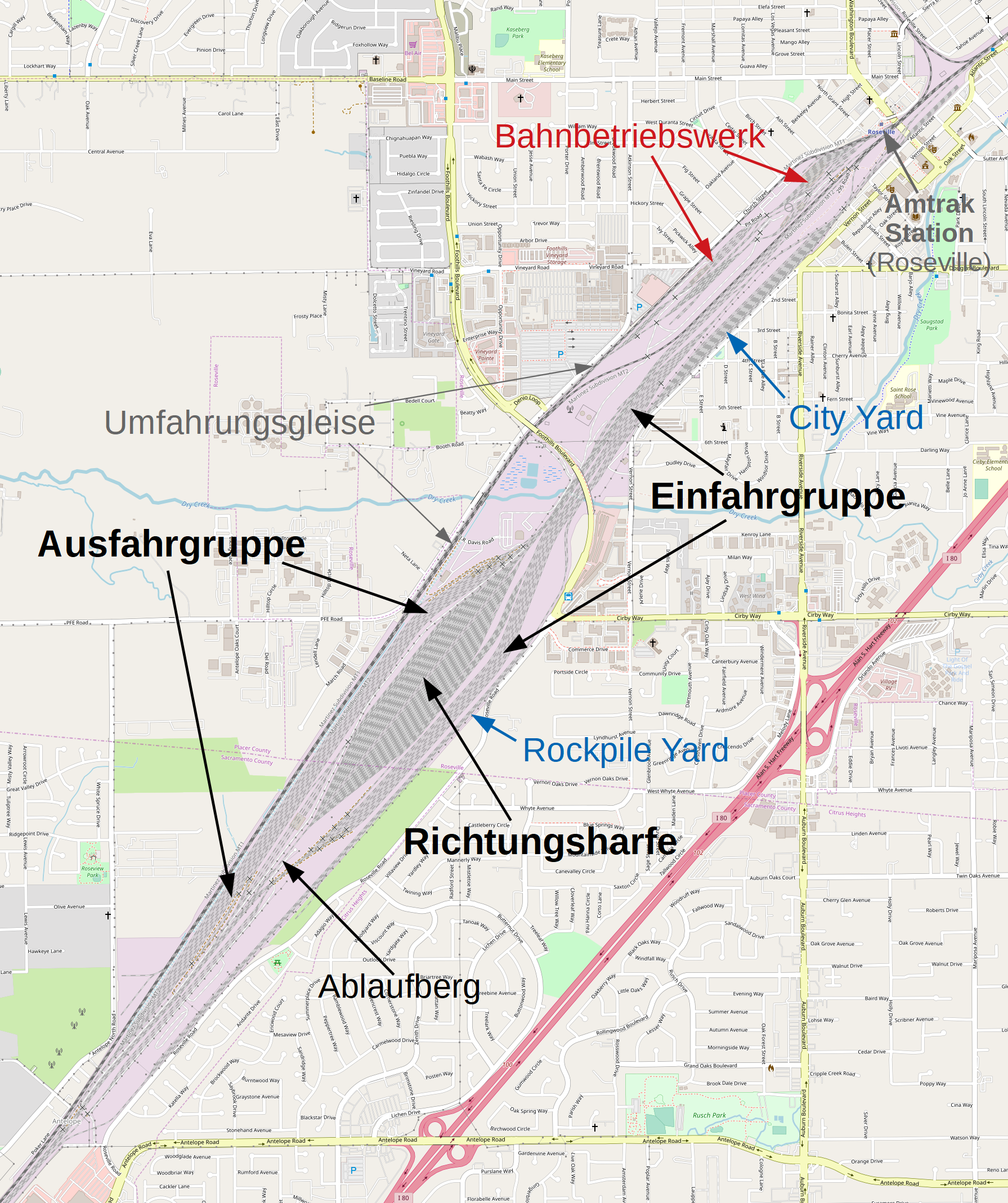
Gliederung des Davis Yard, im Nordosten umschließt die Stadt Roseville (oben rechts) die Anlagen. Der City Yard und Rockpile Yard dienen als zusätzliche Ein- u. Ausfahrgruppe.

Der J.R. Davis Yard erstreckt sich mit einer Breite von etwa 300–500 Metern von Südwesten nach Nordosten über fast sieben Kilometer und nimmt eine Fläche von 365 Hektar ein. Im Folgenden wird zur Orientierung das langgestreckte Areal durch eine gedachte Mittellinie in einen Süd- und Nordteil aufgeteilt. Dem Verkehrsfluss folgend gliedern sich die Gleisanlagen des Flachbahnhofs in die Einfahrgruppe im Südteil, in die die ankommenden Güterzüge von Südwest (aus Richtung Sacramento) oder von Nordost (aus Richtung Nevada oder Oregon) eingeleitet werden. Die Streckenlokomotiven (line-haul) werden hier durch Rangierlokomotiven (switcher) ersetzt, die die Züge – oder Teile davon – über Ausziehgleise nach Südwesten vor den Ablaufberg befördern und die Güterwagen dann in entgegengesetzter Richtung in die Richtungsharfe im Zentrum abdrücken. Hier werden diese zu neuen Zuggruppen zusammengestellt, die später in die Ausfahrgruppe im Nordteil befördert werden. Die endgültigen Züge können hier aus mehreren Zuggruppen kombiniert werden. Vor der Ausfahrt übernehmen wieder Streckenlokomotiven die Züge, wobei meist mehrere Lokomotiven zu sogenannten consists kombiniert werden.

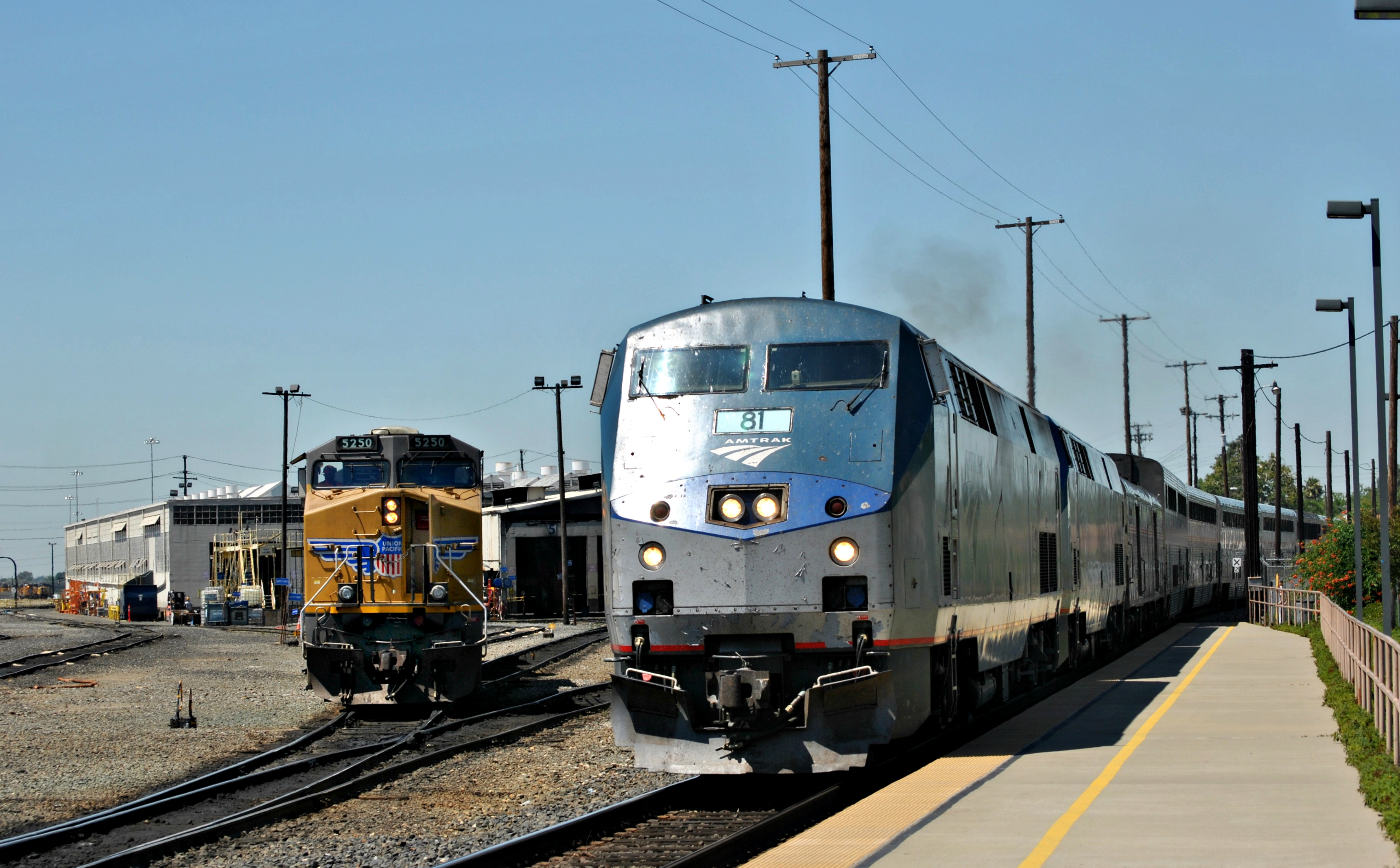
Einfahrt des California Zephyr in die Amtrak-Station in Roseville, links im Hintergrund das Bahnbetriebswerk des Davis Yard (2011, Blick nach Südwest)

Die Ein- und Ausfahrgruppe haben jeweils acht Gleise von durchschnittlich 2,7 km Länge und umschließen die zentrale Richtungsharfe aus 55 über 800 Meter langen Richtungsgleisen. Hier wurden hinter dem Ablaufberg bis 1999 die herkömmlichen Gleisbremsen (Balkenbremsen) durch moderne Dowty-Retarder ersetzt. Zusätzlich befinden sich im Südteil mit dem Rockpile Yard (drei Gleise) und dem City Yard (13 Gleise) zwei kleinere Gleisgruppen für den lokalen Güterverkehr, die aber auch als zusätzliche Ein- und Ausfahrgruppe für die Zugbildung in der Richtungsharfe benutzt werden können.
Im Nordosten befindet sich gegenüber der Einfahrgruppe das Bahnbetriebswerk. Zur Wartung der Diesellokomotiven dient ein großer Rechteckschuppen, der fünf durchgehende Gleise und drei Stumpfgleise hat. Zusätzlich schließen sich daran Gleisanlagen und Einrichtungen zum Waschen, Betanken und zum Testen der Lokomotiven sowie zur Zusammenstellung der consists an. Neben der Zugbildung auf dem Rangierbahnhof, mit einem täglichen Durchsatz von bis zu 2.000 Güterwagen, passieren jährlich über 46.000 Strecken-Diesellokomotiven den Davis Yard (Stand 2004). Davon werden auf dem Bahnbetriebswerk etwa 31.000 gewartet (knapp 10.000 werden davon aber nur betankt). Weitere etwa 15.000 passieren als Teil von Zugverbänden die Anlagen im Nordteil entlang der Umfahrungsgleise, die unter anderem vom Amtrak-Personenzug California Zephyr benutzt werden. Dieser hält auch in Roseville, das mit über 100.000 Einwohnern heute zur Metropolregion Sacramento gehört; die Amtrak-Station befindet sich unmittelbar vor der Einfahrt zur Wartungshalle des Davis Yard.

## Luftverschmutzung durch Diesellokomotiven
| Abgasnorm | (Um)Baujahr | Stickoxide NOx in g/kWh | Feinstaub PM in g/kWh |
| --------- | ----------- | ----------------------- | --------------------- |
| Tier 0    | 1973–1992   | 10,7                    | 0,30                  |
| Tier 1    | 1993–2004   | 09,9                    | 0,30                  |
| Tier 2    | 2005–2011   | 07,4                    | 0,13                  |
| Tier 3    | 2012–2014   | 07,4                    | 0,13                  |
| Tier 4    | 2015+       | 01,7                    | 0,04                  |

Mit dem Ausbau des Rangierbahnhofs Ende des 20. Jahrhunderts und der damit verbundenen Zunahme des Güterverkehrs in der Region gab es in der Bevölkerung vermehrt Bedenken vor einer möglichen Gesundheitsgefährdung durch die Abgase der täglich etwa 100 verkehrenden Diesellokomotiven. Das California Air Resources Board (CARB) führte daher zwischen Dezember 1999 und November 2000 eine großangelegte Studie zur Untersuchung der Luftverschmutzung durch. Diese zeigte eine jährliche Belastung von 25 Tonnen Feinstaub, wovon besonders stark die nördlichen Gebiete neben dem Bahnbetriebswerk, der Ausfahrgruppe und der Richtungsharfe betroffen waren. Zum Vergleich lag die gesamte verkehrsbedingte Feinstaubbelastung in Deutschland im Jahr 2000 bei 1,1 Mio. Tonnen (2017 bei 453.300 t). Mit der Verschärfung der staatlichen Vorgaben zur Luftreinhaltung in Kalifornien sah sich die Union Pacific gezwungen, ihre Flotte an Diesellokomotiven zu erneuern sowie unter anderem durch die Nachrüstung von Stopp-Start-Systemen die Leerlaufzeiten der Lokomotiven zu reduzieren.

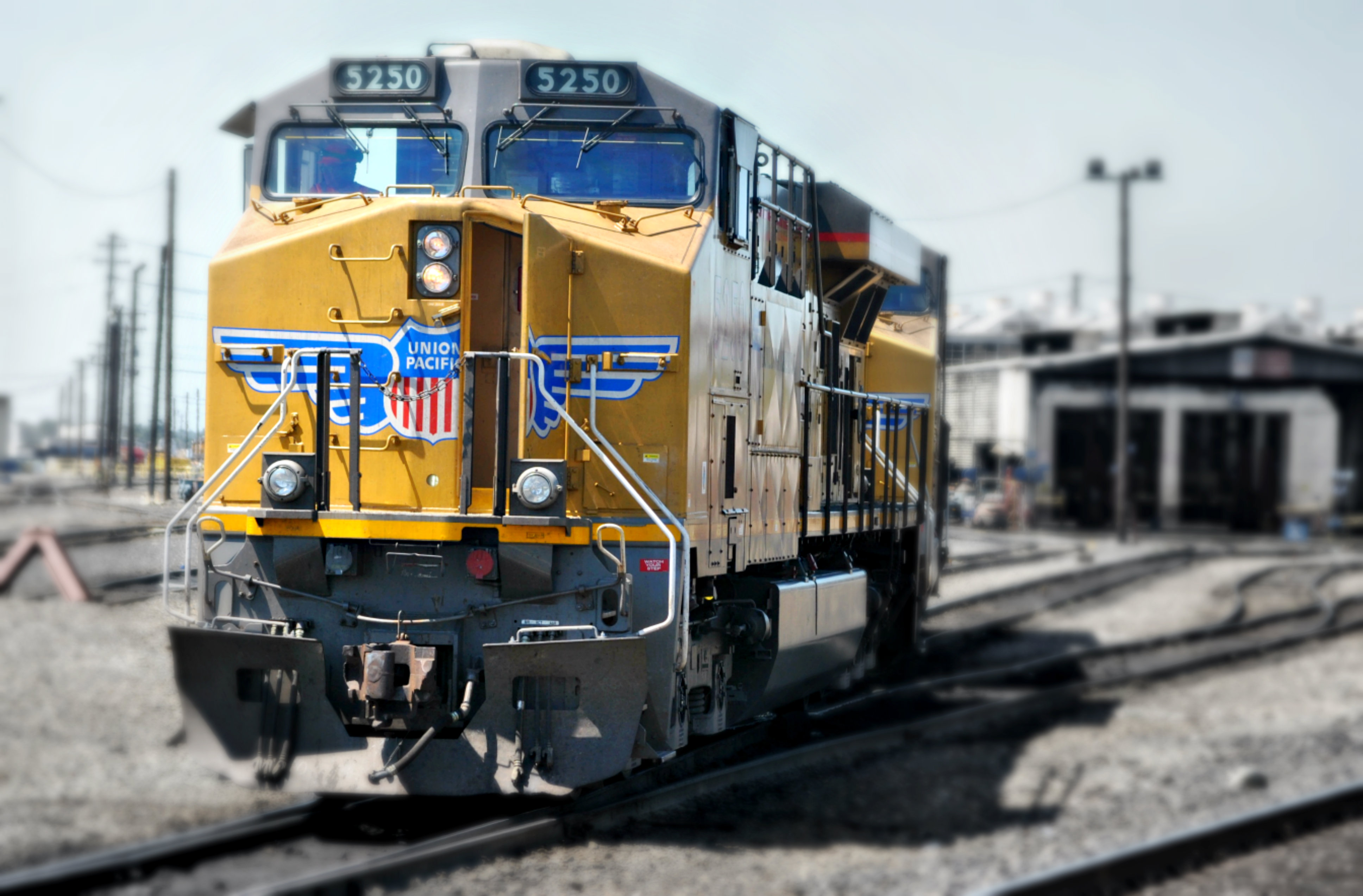
Diesellokomotive von GETS auf dem Rangierbahnhof 2011
UP 5250: GE ES44AC von 2006 (EPA Tier 2)

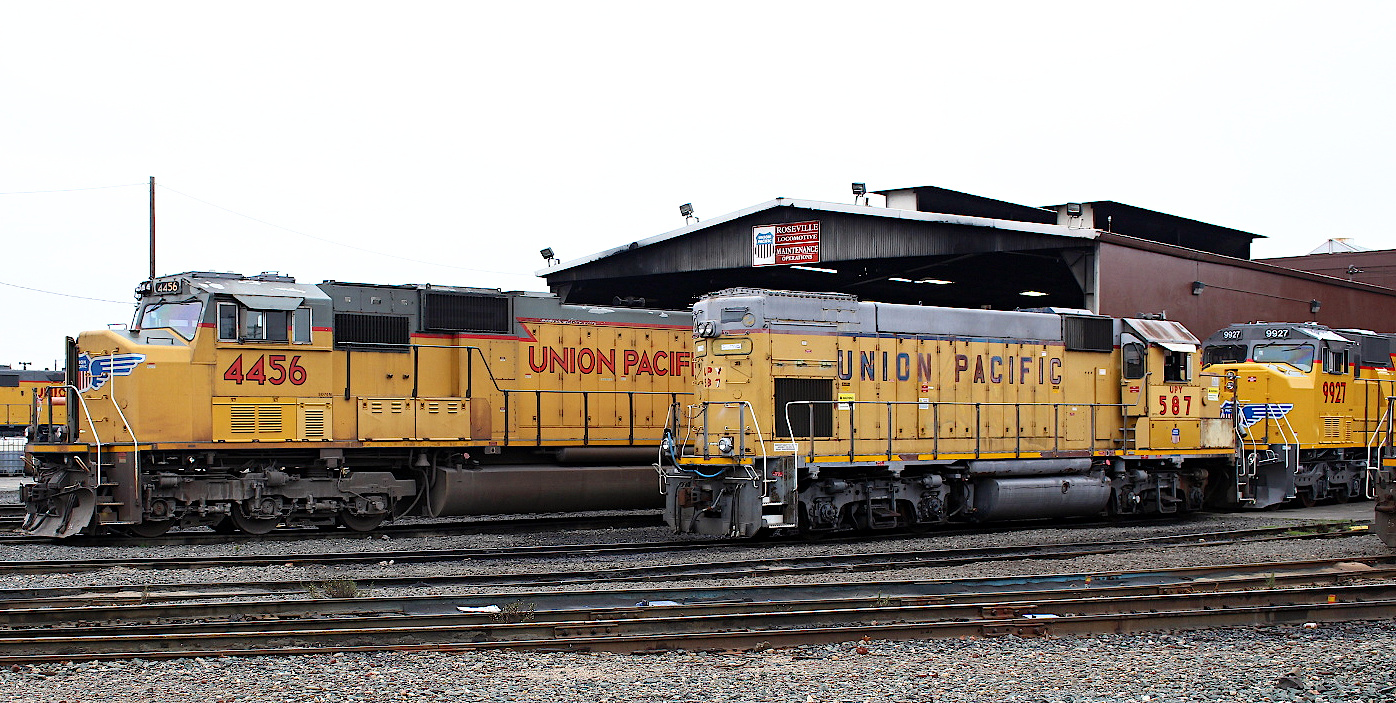
Mehrere Generationen von EMD Diesellokomotiven auf dem Rangierbahnhof 2014
UPY 587: EMD GP15-1 von 1976
UP 4456: EMD SD70M von 2001 (EPA Tier 1)
UP 9927: EMD SD32ECO/SD59MX von 2014
(umgebaute SD60M von 1991, EPA Tier 2)

Im Jahr 2012 entsprachen etwa 80 Prozent der über 8000 Diesellokomotiven der UP den Emissions-Standards der Environmental Protection Agency Tier 0-3. Bis 2014 ließ die UP zum Beispiel 27 ältere SD60M aus den 1990er Jahren von EMD zum Typ SD59MX umbauen (UP 9900–9927), die den Emissions-Standard Tier 2 einhalten. Eine der Strecken-Lokomotiven (UP 9900) wurde dabei mit Förderung des CARB bis 2012 zu einer Testlokomotive ausgebaut, um mit geeigneten Methoden zur Abgasnachbehandlung die Erreichung des strengen Emissions-Standard Tier 4 zu erproben, der seit 2015 eine weitere Reduktion der Stickoxide und des Feinstaubes vorschreibt. Die Testphase erfolgte vom Davis Yard aus in einem Umkreis von mehreren hundert Kilometern. Eine der ersten Tier-4-Neuentwicklungen waren die ET44AC der Evolution Series von GE Transportation Systems, die durch Abgasrückführungsysteme den hohen Emissions-Standard erreichten. Die UP erwarb ab 2015 die ersten von 170 Diesellokomotiven vom vergleichbaren Typ ET44AH (UP 2570–2739), die speziell in Kalifornien zum Einsatz kommen. Insgesamt investierte die UP zwischen 2000 und 2017 rund 8,5 Mrd. US$ in die Erneuerung der Flotte und erreichte dadurch 2017 einen Anteil von 96 % an Lokomotiven nach Emissions-Standard Tier 0-4.
Nach erfolgreichen Tests eines ersten Prototyps einer Tier-4-Rangierlokomotive bestellte die UP Anfang 2018 als erste Class-1-Eisenbahngesellschaft zehn vom Typ EMD24B bei Progress Rail Locomotive. Dabei handelte es sich um umgebaute EMD GP38 aus den 1960er Jahren, die mit neuen Motoren ausgestattet wurden und mittels selektiver katalytischer Reduktion den Emissions-Standard auch bei Rangierlokomotiven einhalten. Sie sind für den Einsatz in der Region um Sacramento einschließlich des Davis Yard vorgesehen, wo auch alle Wartungen ausgeführt werden.